# 1569
Portal Geschichte | Portal Biografien | Aktuelle Ereignisse | Jahreskalender | Tagesartikel

◄ |
15. Jahrhundert |
16. Jahrhundert
| 17. Jahrhundert | ►

◄ |
1530er |
1540er |
1550er |
1560er
| 1570er | 1580er | 1590er | ►

◄◄ |
◄ |
1565 |
1566 |
1567 |
1568 |
1569
| 1570 | 1571 | 1572 | 1573 | ► | ►►
Staatsoberhäupter  · Nekrolog   · Musikjahr
| Januar | Januar | Januar | Januar | Januar | Januar | Januar | Januar |
| Kw     | Mo     | Di     | Mi     | Do     | Fr     | Sa     | So     |
| ------ | ------ | ------ | ------ | ------ | ------ | ------ | ------ |
| 53     |        |        |        |        |        | 1      | 2      |
| 1      | 3      | 4      | 5      | 6      | 7      | 8      | 9      |
| 2      | 10     | 11     | 12     | 13     | 14     | 15     | 16     |
| 3      | 17     | 18     | 19     | 20     | 21     | 22     | 23     |
| 4      | 24     | 25     | 26     | 27     | 28     | 29     | 30     |
| 5      | 31     |        |        |        |        |        |        |

| Februar | Februar | Februar | Februar | Februar | Februar | Februar | Februar |
| Kw      | Mo      | Di      | Mi      | Do      | Fr      | Sa      | So      |
| ------- | ------- | ------- | ------- | ------- | ------- | ------- | ------- |
| 5       |         | 1       | 2       | 3       | 4       | 5       | 6       |
| 6       | 7       | 8       | 9       | 10      | 11      | 12      | 13      |
| 7       | 14      | 15      | 16      | 17      | 18      | 19      | 20      |
| 8       | 21      | 22      | 23      | 24      | 25      | 26      | 27      |
| 9       | 28      |         |         |         |         |         |         |

| März | März | März | März | März | März | März | März |
| Kw   | Mo   | Di   | Mi   | Do   | Fr   | Sa   | So   |
| ---- | ---- | ---- | ---- | ---- | ---- | ---- | ---- |
| 9    |      | 1    | 2    | 3    | 4    | 5    | 6    |
| 10   | 7    | 8    | 9    | 10   | 11   | 12   | 13   |
| 11   | 14   | 15   | 16   | 17   | 18   | 19   | 20   |
| 12   | 21   | 22   | 23   | 24   | 25   | 26   | 27   |
| 13   | 28   | 29   | 30   | 31   |      |      |      |

| April | April | April | April | April | April | April | April |
| Kw    | Mo    | Di    | Mi    | Do    | Fr    | Sa    | So    |
| ----- | ----- | ----- | ----- | ----- | ----- | ----- | ----- |
| 13    |       |       |       |       | 1     | 2     | 3     |
| 14    | 4     | 5     | 6     | 7     | 8     | 9     | 10    |
| 15    | 11    | 12    | 13    | 14    | 15    | 16    | 17    |
| 16    | 18    | 19    | 20    | 21    | 22    | 23    | 24    |
| 17    | 25    | 26    | 27    | 28    | 29    | 30    |       |

| Mai | Mai | Mai | Mai | Mai | Mai | Mai | Mai |
| Kw  | Mo  | Di  | Mi  | Do  | Fr  | Sa  | So  |
| --- | --- | --- | --- | --- | --- | --- | --- |
| 17  |     |     |     |     |     |     | 1   |
| 18  | 2   | 3   | 4   | 5   | 6   | 7   | 8   |
| 19  | 9   | 10  | 11  | 12  | 13  | 14  | 15  |
| 20  | 16  | 17  | 18  | 19  | 20  | 21  | 22  |
| 21  | 23  | 24  | 25  | 26  | 27  | 28  | 29  |
| 22  | 30  | 31  |     |     |     |     |     |

| Juni | Juni | Juni | Juni | Juni | Juni | Juni | Juni |
| Kw   | Mo   | Di   | Mi   | Do   | Fr   | Sa   | So   |
| ---- | ---- | ---- | ---- | ---- | ---- | ---- | ---- |
| 22   |      |      | 1    | 2    | 3    | 4    | 5    |
| 23   | 6    | 7    | 8    | 9    | 10   | 11   | 12   |
| 24   | 13   | 14   | 15   | 16   | 17   | 18   | 19   |
| 25   | 20   | 21   | 22   | 23   | 24   | 25   | 26   |
| 26   | 27   | 28   | 29   | 30   |      |      |      |

| Juli | Juli | Juli | Juli | Juli | Juli | Juli | Juli |
| Kw   | Mo   | Di   | Mi   | Do   | Fr   | Sa   | So   |
| ---- | ---- | ---- | ---- | ---- | ---- | ---- | ---- |
| 26   |      |      |      |      | 1    | 2    | 3    |
| 27   | 4    | 5    | 6    | 7    | 8    | 9    | 10   |
| 28   | 11   | 12   | 13   | 14   | 15   | 16   | 17   |
| 29   | 18   | 19   | 20   | 21   | 22   | 23   | 24   |
| 30   | 25   | 26   | 27   | 28   | 29   | 30   | 31   |

| August | August | August | August | August | August | August | August |
| Kw     | Mo     | Di     | Mi     | Do     | Fr     | Sa     | So     |
| ------ | ------ | ------ | ------ | ------ | ------ | ------ | ------ |
| 31     | 1      | 2      | 3      | 4      | 5      | 6      | 7      |
| 32     | 8      | 9      | 10     | 11     | 12     | 13     | 14     |
| 33     | 15     | 16     | 17     | 18     | 19     | 20     | 21     |
| 34     | 22     | 23     | 24     | 25     | 26     | 27     | 28     |
| 35     | 29     | 30     | 31     |        |        |        |        |

| September | September | September | September | September | September | September | September |
| Kw        | Mo        | Di        | Mi        | Do        | Fr        | Sa        | So        |
| --------- | --------- | --------- | --------- | --------- | --------- | --------- | --------- |
| 35        |           |           |           | 1         | 2         | 3         | 4         |
| 36        | 5         | 6         | 7         | 8         | 9         | 10        | 11        |
| 37        | 12        | 13        | 14        | 15        | 16        | 17        | 18        |
| 38        | 19        | 20        | 21        | 22        | 23        | 24        | 25        |
| 39        | 26        | 27        | 28        | 29        | 30        |           |           |

| Oktober | Oktober | Oktober | Oktober | Oktober | Oktober | Oktober | Oktober |
| Kw      | Mo      | Di      | Mi      | Do      | Fr      | Sa      | So      |
| ------- | ------- | ------- | ------- | ------- | ------- | ------- | ------- |
| 39      |         |         |         |         |         | 1       | 2       |
| 40      | 3       | 4       | 5       | 6       | 7       | 8       | 9       |
| 41      | 10      | 11      | 12      | 13      | 14      | 15      | 16      |
| 42      | 17      | 18      | 19      | 20      | 21      | 22      | 23      |
| 43      | 24      | 25      | 26      | 27      | 28      | 29      | 30      |
| 44      | 31      |         |         |         |         |         |         |

| November | November | November | November | November | November | November | November |
| Kw       | Mo       | Di       | Mi       | Do       | Fr       | Sa       | So       |
| -------- | -------- | -------- | -------- | -------- | -------- | -------- | -------- |
| 44       |          | 1        | 2        | 3        | 4        | 5        | 6        |
| 45       | 7        | 8        | 9        | 10       | 11       | 12       | 13       |
| 46       | 14       | 15       | 16       | 17       | 18       | 19       | 20       |
| 47       | 21       | 22       | 23       | 24       | 25       | 26       | 27       |
| 48       | 28       | 29       | 30       |          |          |          |          |

| Dezember | Dezember | Dezember | Dezember | Dezember | Dezember | Dezember | Dezember |
| Kw       | Mo       | Di       | Mi       | Do       | Fr       | Sa       | So       |
| -------- | -------- | -------- | -------- | -------- | -------- | -------- | -------- |
| 48       |          |          |          | 1        | 2        | 3        | 4        |
| 49       | 5        | 6        | 7        | 8        | 9        | 10       | 11       |
| 50       | 12       | 13       | 14       | 15       | 16       | 17       | 18       |
| 51       | 19       | 20       | 21       | 22       | 23       | 24       | 25       |
| 52       | 26       | 27       | 28       | 29       | 30       | 31       |          |

| Januar | Januar | Januar | Januar | Januar | Januar | Januar | Januar |
| Kw     | Mo     | Di     | Mi     | Do     | Fr     | Sa     | So     |
| ------ | ------ | ------ | ------ | ------ | ------ | ------ | ------ |
| 53     |        |        |        |        |        | 1      | 2      |
| 1      | 3      | 4      | 5      | 6      | 7      | 8      | 9      |
| 2      | 10     | 11     | 12     | 13     | 14     | 15     | 16     |
| 3      | 17     | 18     | 19     | 20     | 21     | 22     | 23     |
| 4      | 24     | 25     | 26     | 27     | 28     | 29     | 30     |
| 5      | 31     |        |        |        |        |        |        |

| Februar | Februar | Februar | Februar | Februar | Februar | Februar | Februar |
| Kw      | Mo      | Di      | Mi      | Do      | Fr      | Sa      | So      |
| ------- | ------- | ------- | ------- | ------- | ------- | ------- | ------- |
| 5       |         | 1       | 2       | 3       | 4       | 5       | 6       |
| 6       | 7       | 8       | 9       | 10      | 11      | 12      | 13      |
| 7       | 14      | 15      | 16      | 17      | 18      | 19      | 20      |
| 8       | 21      | 22      | 23      | 24      | 25      | 26      | 27      |
| 9       | 28      |         |         |         |         |         |         |

| März | März | März | März | März | März | März | März |
| Kw   | Mo   | Di   | Mi   | Do   | Fr   | Sa   | So   |
| ---- | ---- | ---- | ---- | ---- | ---- | ---- | ---- |
| 9    |      | 1    | 2    | 3    | 4    | 5    | 6    |
| 10   | 7    | 8    | 9    | 10   | 11   | 12   | 13   |
| 11   | 14   | 15   | 16   | 17   | 18   | 19   | 20   |
| 12   | 21   | 22   | 23   | 24   | 25   | 26   | 27   |
| 13   | 28   | 29   | 30   | 31   |      |      |      |

| April | April | April | April | April | April | April | April |
| Kw    | Mo    | Di    | Mi    | Do    | Fr    | Sa    | So    |
| ----- | ----- | ----- | ----- | ----- | ----- | ----- | ----- |
| 13    |       |       |       |       | 1     | 2     | 3     |
| 14    | 4     | 5     | 6     | 7     | 8     | 9     | 10    |
| 15    | 11    | 12    | 13    | 14    | 15    | 16    | 17    |
| 16    | 18    | 19    | 20    | 21    | 22    | 23    | 24    |
| 17    | 25    | 26    | 27    | 28    | 29    | 30    |       |

| Mai | Mai | Mai | Mai | Mai | Mai | Mai | Mai |
| Kw  | Mo  | Di  | Mi  | Do  | Fr  | Sa  | So  |
| --- | --- | --- | --- | --- | --- | --- | --- |
| 17  |     |     |     |     |     |     | 1   |
| 18  | 2   | 3   | 4   | 5   | 6   | 7   | 8   |
| 19  | 9   | 10  | 11  | 12  | 13  | 14  | 15  |
| 20  | 16  | 17  | 18  | 19  | 20  | 21  | 22  |
| 21  | 23  | 24  | 25  | 26  | 27  | 28  | 29  |
| 22  | 30  | 31  |     |     |     |     |     |

| Juni | Juni | Juni | Juni | Juni | Juni | Juni | Juni |
| Kw   | Mo   | Di   | Mi   | Do   | Fr   | Sa   | So   |
| ---- | ---- | ---- | ---- | ---- | ---- | ---- | ---- |
| 22   |      |      | 1    | 2    | 3    | 4    | 5    |
| 23   | 6    | 7    | 8    | 9    | 10   | 11   | 12   |
| 24   | 13   | 14   | 15   | 16   | 17   | 18   | 19   |
| 25   | 20   | 21   | 22   | 23   | 24   | 25   | 26   |
| 26   | 27   | 28   | 29   | 30   |      |      |      |

| Juli | Juli | Juli | Juli | Juli | Juli | Juli | Juli |
| Kw   | Mo   | Di   | Mi   | Do   | Fr   | Sa   | So   |
| ---- | ---- | ---- | ---- | ---- | ---- | ---- | ---- |
| 26   |      |      |      |      | 1    | 2    | 3    |
| 27   | 4    | 5    | 6    | 7    | 8    | 9    | 10   |
| 28   | 11   | 12   | 13   | 14   | 15   | 16   | 17   |
| 29   | 18   | 19   | 20   | 21   | 22   | 23   | 24   |
| 30   | 25   | 26   | 27   | 28   | 29   | 30   | 31   |

| August | August | August | August | August | August | August | August |
| Kw     | Mo     | Di     | Mi     | Do     | Fr     | Sa     | So     |
| ------ | ------ | ------ | ------ | ------ | ------ | ------ | ------ |
| 31     | 1      | 2      | 3      | 4      | 5      | 6      | 7      |
| 32     | 8      | 9      | 10     | 11     | 12     | 13     | 14     |
| 33     | 15     | 16     | 17     | 18     | 19     | 20     | 21     |
| 34     | 22     | 23     | 24     | 25     | 26     | 27     | 28     |
| 35     | 29     | 30     | 31     |        |        |        |        |

| September | September | September | September | September | September | September | September |
| Kw        | Mo        | Di        | Mi        | Do        | Fr        | Sa        | So        |
| --------- | --------- | --------- | --------- | --------- | --------- | --------- | --------- |
| 35        |           |           |           | 1         | 2         | 3         | 4         |
| 36        | 5         | 6         | 7         | 8         | 9         | 10        | 11        |
| 37        | 12        | 13        | 14        | 15        | 16        | 17        | 18        |
| 38        | 19        | 20        | 21        | 22        | 23        | 24        | 25        |
| 39        | 26        | 27        | 28        | 29        | 30        |           |           |

| Oktober | Oktober | Oktober | Oktober | Oktober | Oktober | Oktober | Oktober |
| Kw      | Mo      | Di      | Mi      | Do      | Fr      | Sa      | So      |
| ------- | ------- | ------- | ------- | ------- | ------- | ------- | ------- |
| 39      |         |         |         |         |         | 1       | 2       |
| 40      | 3       | 4       | 5       | 6       | 7       | 8       | 9       |
| 41      | 10      | 11      | 12      | 13      | 14      | 15      | 16      |
| 42      | 17      | 18      | 19      | 20      | 21      | 22      | 23      |
| 43      | 24      | 25      | 26      | 27      | 28      | 29      | 30      |
| 44      | 31      |         |         |         |         |         |         |

| November | November | November | November | November | November | November | November |
| Kw       | Mo       | Di       | Mi       | Do       | Fr       | Sa       | So       |
| -------- | -------- | -------- | -------- | -------- | -------- | -------- | -------- |
| 44       |          | 1        | 2        | 3        | 4        | 5        | 6        |
| 45       | 7        | 8        | 9        | 10       | 11       | 12       | 13       |
| 46       | 14       | 15       | 16       | 17       | 18       | 19       | 20       |
| 47       | 21       | 22       | 23       | 24       | 25       | 26       | 27       |
| 48       | 28       | 29       | 30       |          |          |          |          |

| Dezember | Dezember | Dezember | Dezember | Dezember | Dezember | Dezember | Dezember |
| Kw       | Mo       | Di       | Mi       | Do       | Fr       | Sa       | So       |
| -------- | -------- | -------- | -------- | -------- | -------- | -------- | -------- |
| 48       |          |          |          | 1        | 2        | 3        | 4        |
| 49       | 5        | 6        | 7        | 8        | 9        | 10       | 11       |
| 50       | 12       | 13       | 14       | 15       | 16       | 17       | 18       |
| 51       | 19       | 20       | 21       | 22       | 23       | 24       | 25       |
| 52       | 26       | 27       | 28       | 29       | 30       | 31       |          |

## Ereignisse

### Politik und Weltgeschehen

#### Dritter Hugenottenkrieg

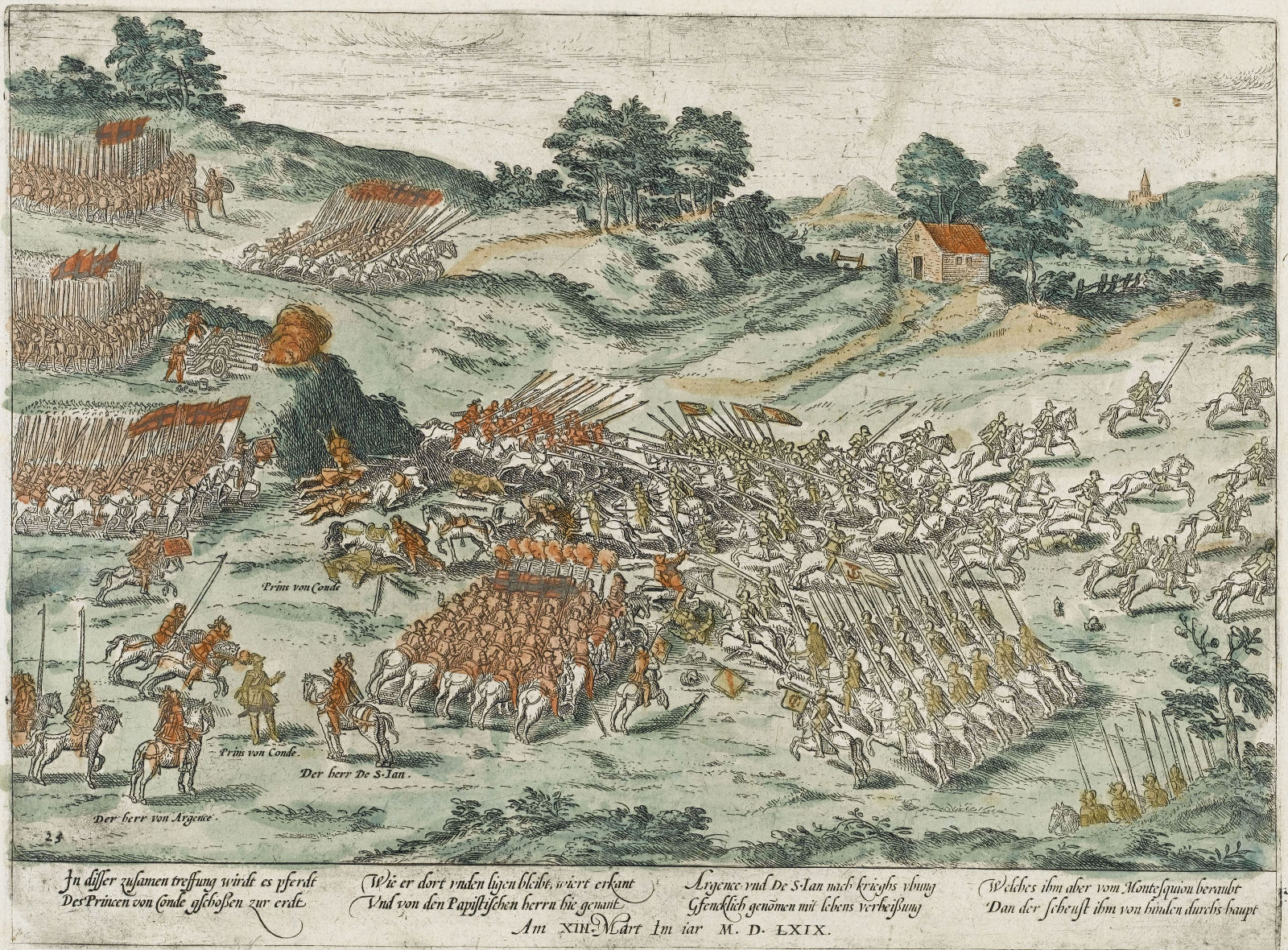
Gravur zur Schlacht bei Jarnac, Anonym, 16. Jahrhundert

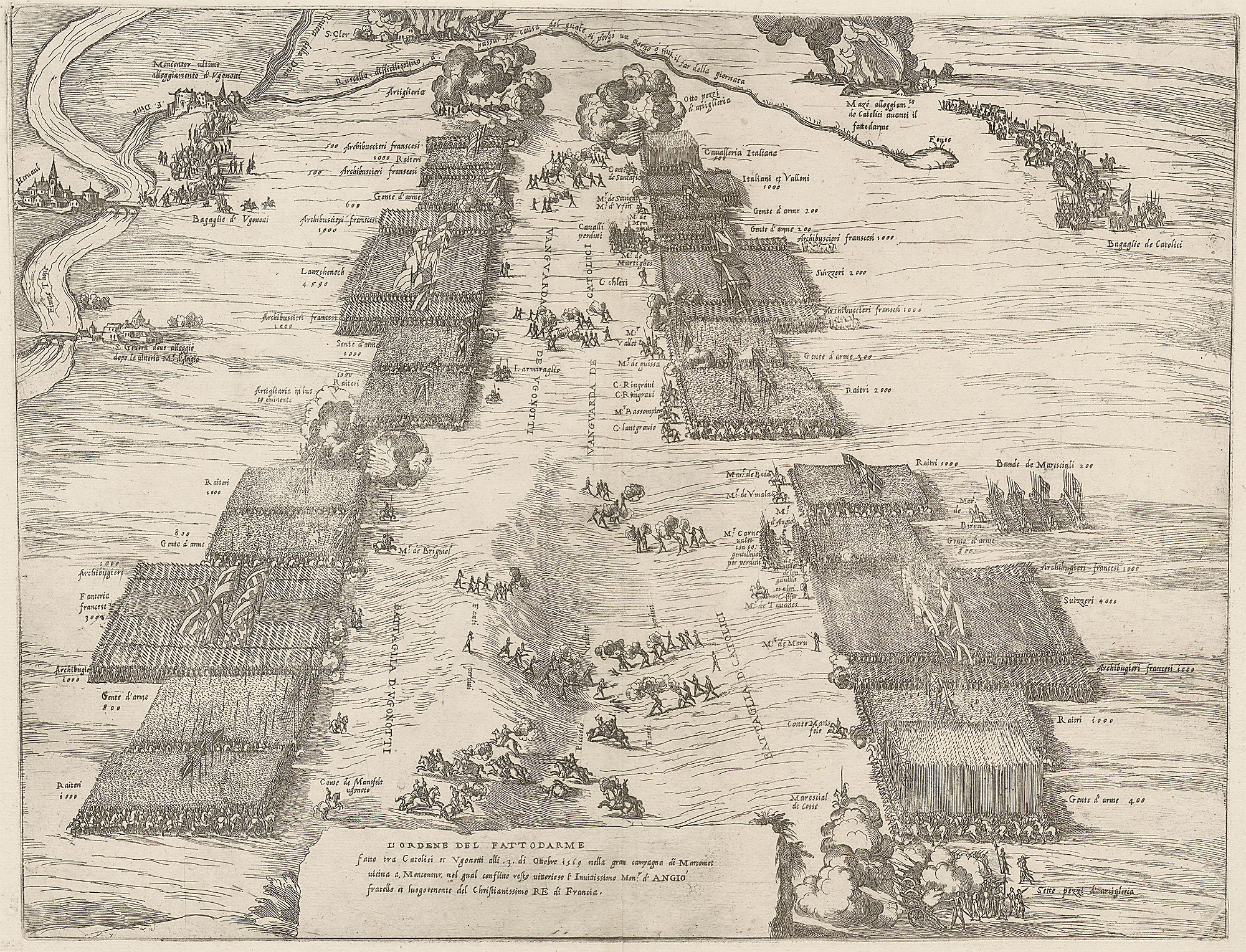
Schlacht bei Moncontour, Kupferstich

- 13. März: Im Dritten Hugenottenkrieg siegen die Truppen der Katholiken in der Schlacht bei Jarnac. Sie werden vom späteren Marschall de Tavannes und dem Herzog von Anjou, dem späteren König Heinrich III., in den Kampf geführt. Ihren gefangenen Gegner Louis I. de Bourbon, prince de Condé lassen sie kurzerhand erschießen.
- 3. Oktober: In der Schlacht bei Moncontour erleidet die hugenottische Seite nach dem Abfall von Söldnern vom Feldherrn Admiral Coligny eine schwere Niederlage.

#### Italien/Heiliges Römisches Reich
- 26. Februar: Mit der Bulle Hebraeorum gens ordnet Papst Pius V. die Vertreibung aller Juden aus den Gebieten des Kirchenstaates an, mit Ausnahme derjenigen, die in den Ghettos von Rom und Ancona leben. Die Entscheidung, die jüdische Gemeinde zu vertreiben, wird in dem Dokument durch ihre „soziale Nutzlosigkeit“ und angeblichen Verbrechen ihrer Mitglieder begründet. Den Ausgewiesenen wird drei Monate Zeit gegeben, den Staat zu verlassen. Zuwiderhandlungen werden mit der Einziehung des Vermögens und „ewiger Knechtschaft“ bedroht.
- 27. August: Papst Pius V. verleiht in einer Bulle dem bisherigen Herzog Cosimo I. de’ Medici den Titel eines Großherzogs der Toskana und setzt sich dabei über kaiserlichen Widerstand hinweg. Hauptstadt des neuen Großherzogtums bleibt Florenz.
- 28. August: Joachim II. Hektor, Kurfürst von Brandenburg, erhält seine Belehnung zum Herzog von Preußen.

#### Union von Lublin

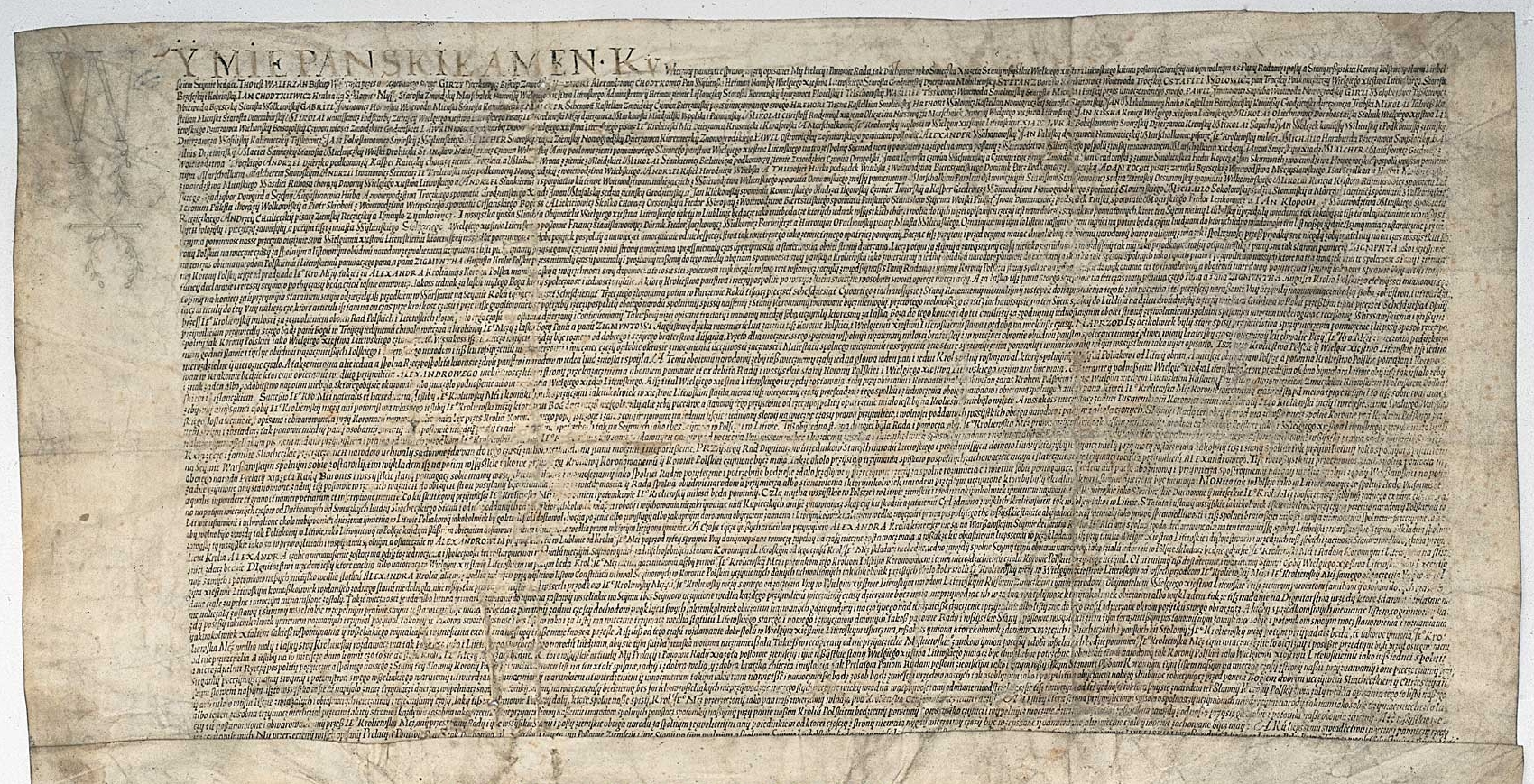
Rechtsakt der Lubliner Union

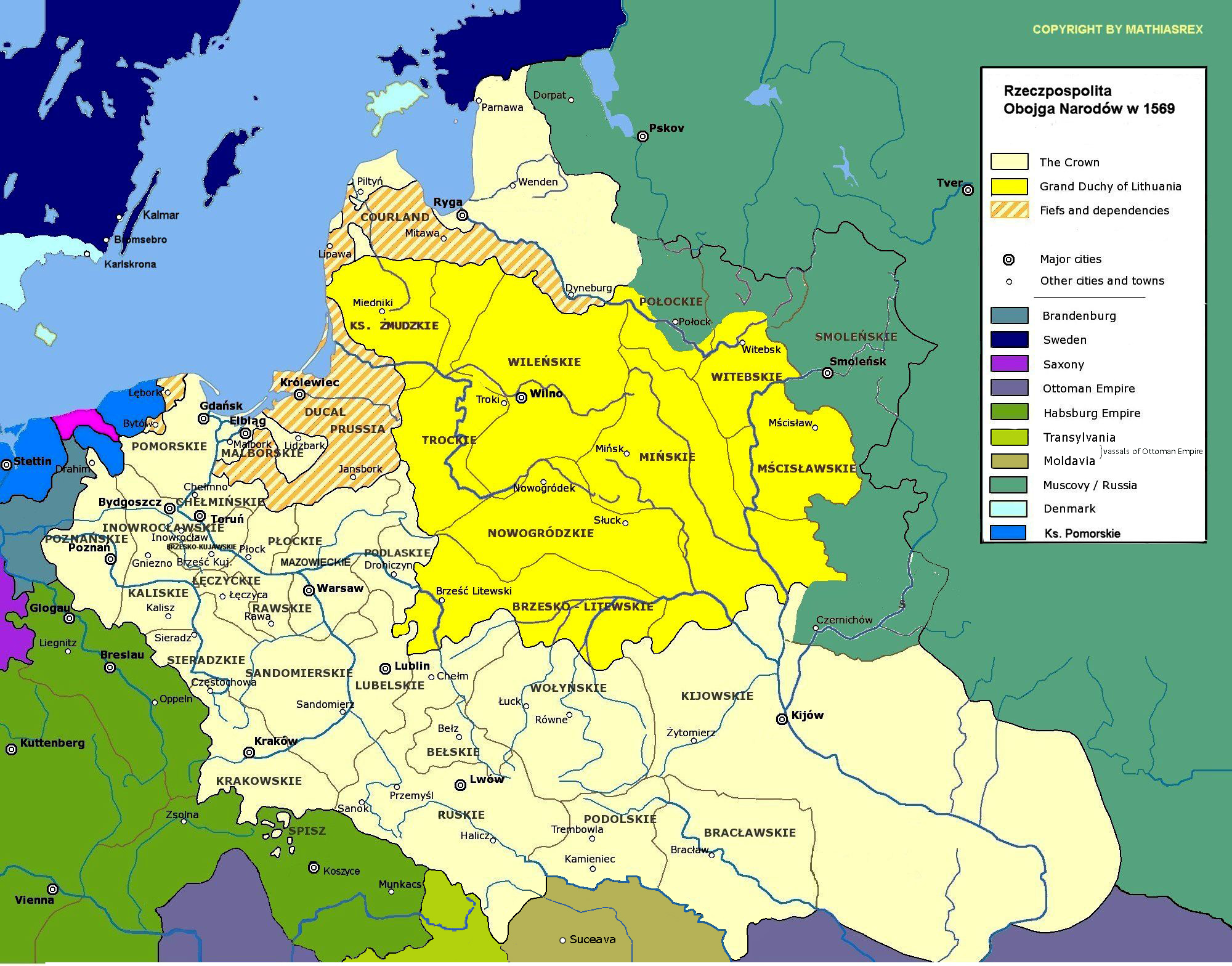
Adelsrepublik der Lubliner Union 1569

Angesichts einer immer bedrohlicher werdenden Westexpansion Russlands (Russisch-Litauische Kriege) drängt der litauische Adel auf eine engere Verbindung mit Polen. In langwierigen Verhandlungen, die durch den hinhaltenden Widerstand der litauischen Magnaten und übertriebene polnische Forderungen erschwert werden, wird schließlich am 1. Juli die Union von Lublin begründet. Der Unionsvertrag sieht die unauflösliche Einheit Polens und Litauens unter einem gemeinsamen Herrscher vor, der von dem gemeinsamen Reichstag gewählt und in Krakau gekrönt wird. Es entsteht die Realunion Polen-Litauen, die erste Rzeczpospolita.

#### Britische Inseln
- Juni: In Munster im südwestlichen Irland beginnt die erste Desmond-Rebellion unter der Führung des durch die Gegenreformation beeinflussten militanten Katholiken James FitzMaurice FitzGerald gegen die protestantische Regierung Elisabeths I. von England.

#### Asien
- Ende Januar: Der siamesische König Chakkraphat stirbt während der Belagerung seiner Hauptstadt Ayutthaya im Birmanisch-Siamesischen Krieg durch das Königreich Pegu. Nachfolger als König von Ayutthaya wird sein Sohn Mahin.
- 30. August: Im Birmanisch-Siamesischen Krieg gelingt dem von portugiesischen Söldnern unterstützten König Bayinnaung aus der birmanischen Taungu-Dynastie nach zehnmonatiger Belagerung durch Verrat die Einnahme der Hauptstadt Ayutthaya. Er setzt Maha Thammaracha als neuen Vasallen-König ein. Der bisherige König Mahin wird zusammen mit anderen Kriegsgefangenen nach Birma verschleppt, wobei er vermutlich auf dem Weg dorthin ums Leben kommt.
- Die Erbauung von Fatehpur Sikri, der zukünftigen Hauptstadt (1571–1585) des Mogulreiches, beginnt unter Großmogul Akbar I. Die Baudenkmäler der Stadt stehen heute unter Schutz der UNESCO und gehören zum Weltkulturerbe der Menschheit.

### Wirtschaft
- 11. Januar: Der Losverkauf für die erste in England durchgeführte Lotterie beginnt westlich der St Paul’s Cathedral in London.
- 7. Februar: Mit dem Münztag 1569 endet die Geschichte des Wendischen Münzvereins, eines vertraglichen Zusammenschlusses norddeutscher Städte zur Nutzung eines gemeinsamen Münzsystems.
- 24. August: In Bad Harzburg wird das erste Salz gewonnen.

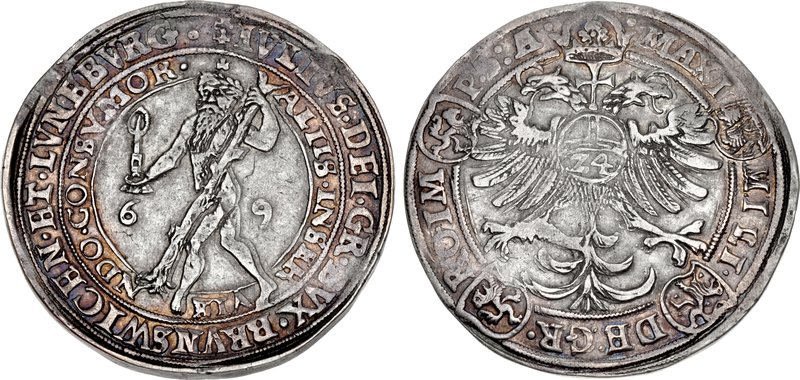
Lichttaler von 1569

- Unter Fürst Julius wird im Fürstentum Braunschweig-Wolfenbüttel erstmals der Lichttaler geprägt.

### Wissenschaft und Technik
Tycho Brahe steigert durch die Verwendung eines Mauerquadranten in seinem Observatorium Uranienborg die Genauigkeit astronomischer Beobachtungen auf bis zu zwei Bogenminuten.
Jacques Besson verfasst mit dem Werk Theatrum instrumentorum et machinarum das erste Buch der Neuzeit über Maschinentechnik.

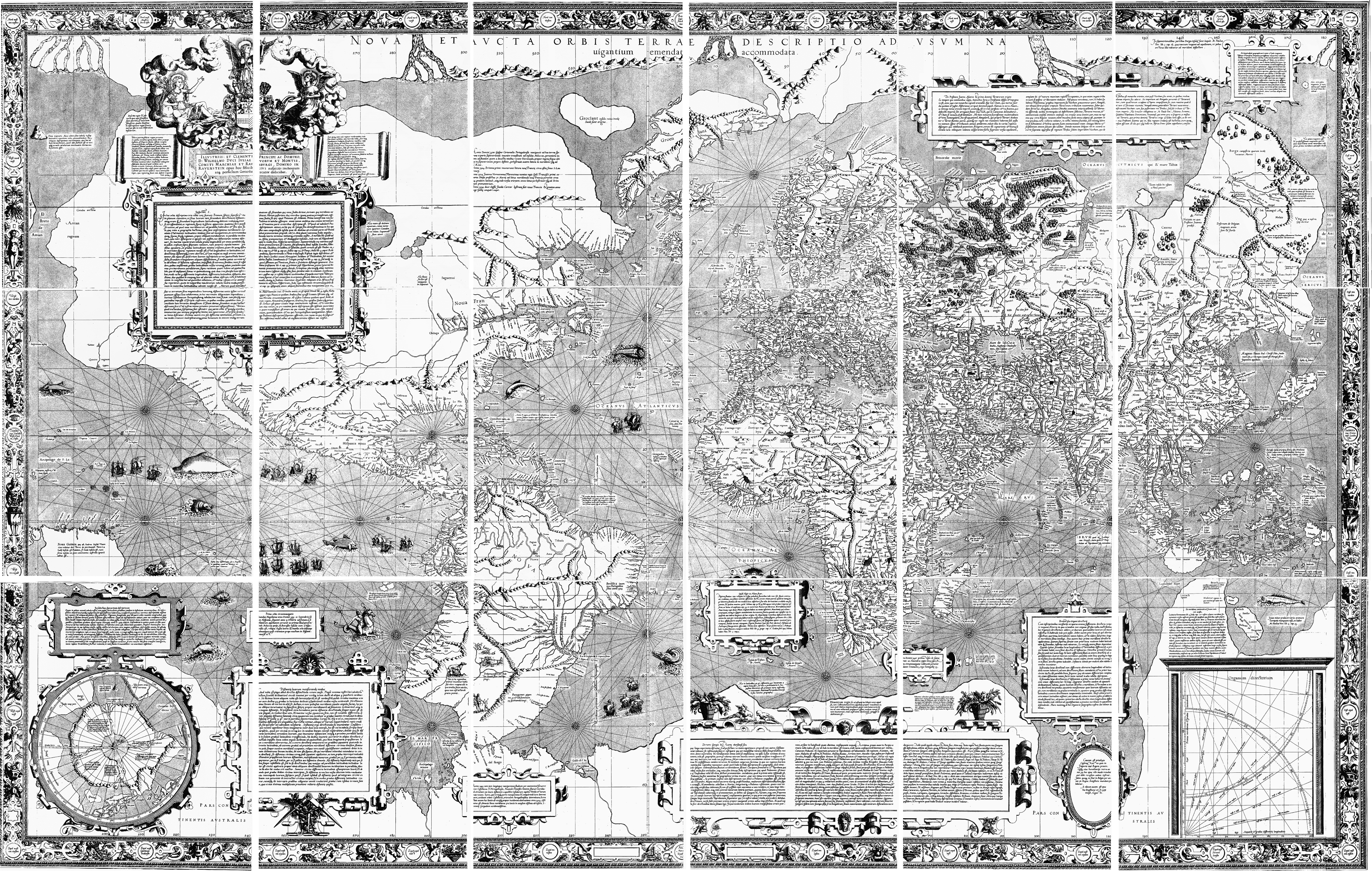
Erste Mercator-Projektion von 1569

Mit seiner großen Weltkarte Nova et aucta orbis terrae descriptio ad usum navigantium emendate accomodata veröffentlicht Gerhard Mercator die erste Weltkarte unter Verwendung der nach ihm benannten Mercator-Projektion. Diese Mercator-Abbildung wird bis heute für die Herstellung von See- und Luftfahrtkarten benutzt.

#### Literatur

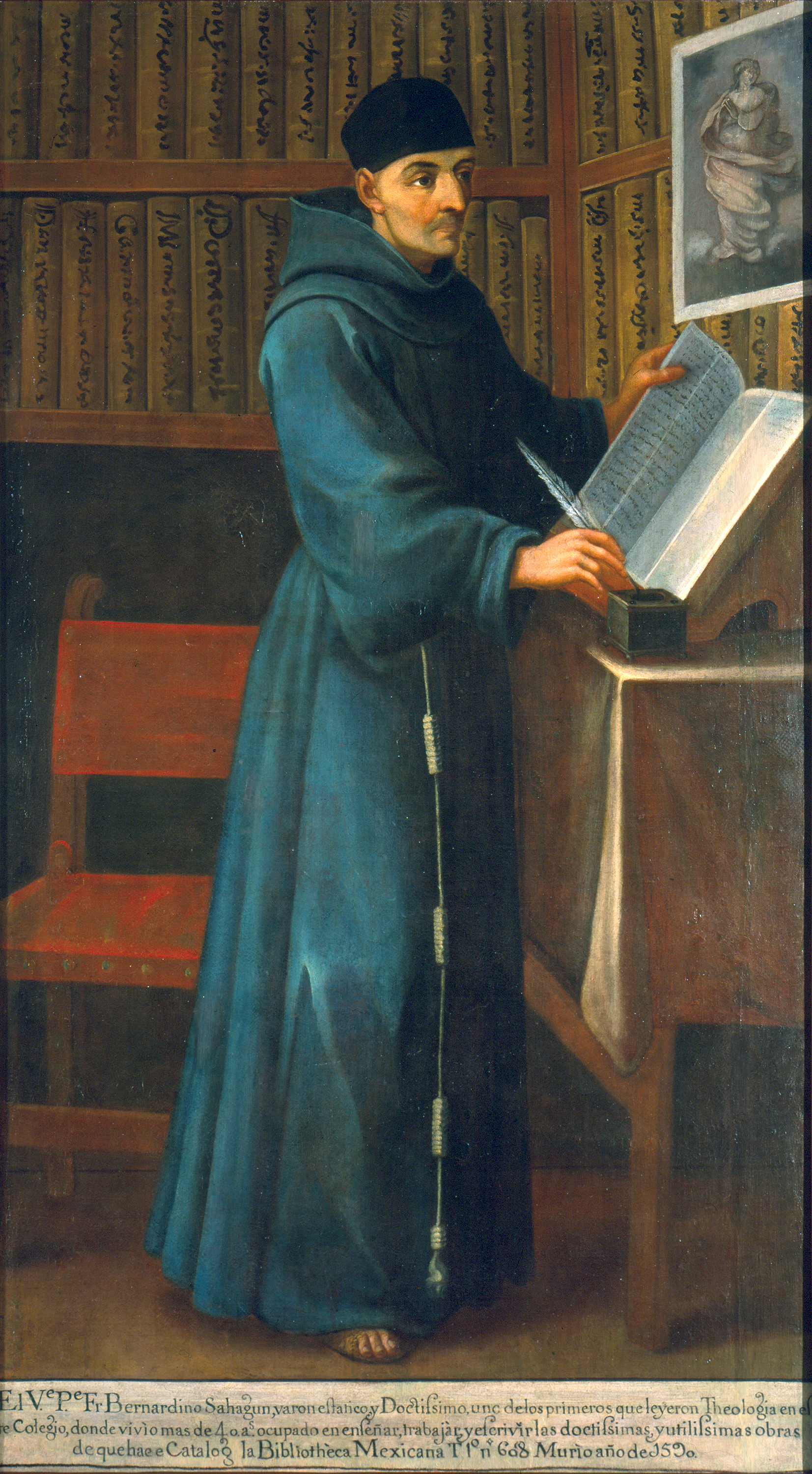
Bernardino de Sahagún

### Kultur

#### Bildende Kunst

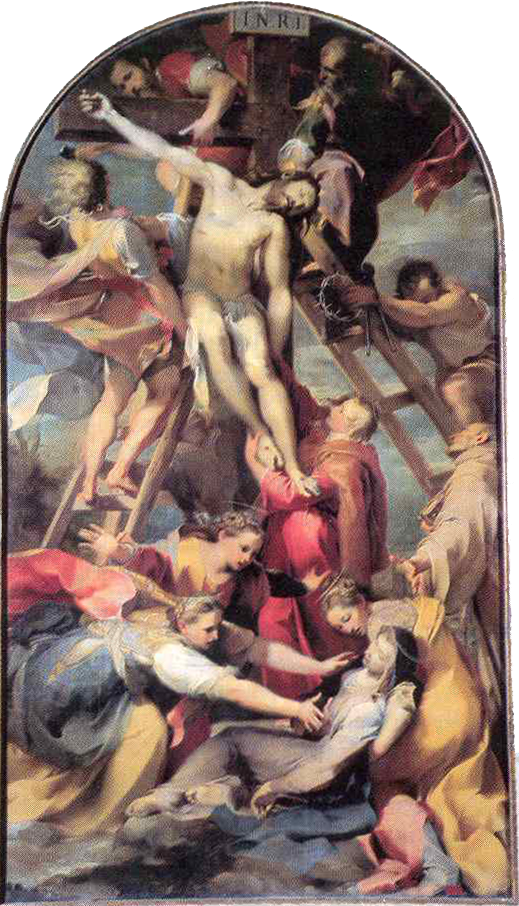
Kreuzabnahme Jesu, Federico Barocci

Der italienische Maler Federico Barocci schafft mit der Kreuzabnahme Jesu (Deposizione dalla croce) sein erstes Hauptwerk.

### Religion
Im Mindelheimer Vertrag wird die gleichzeitige Nutzung einer Kirche in Memmingen durch Katholiken und Protestanten geregelt. Er wird heute gelegentlich als Anfang der Ökumene gesehen.

### Katastrophen
Eine Pestepidemie in der portugiesischen Hauptstadt Lissabon und Umgebung fordert 60.000 Menschenleben.

## Geboren

### Geburtsdatum gesichert
- 13. Februar: Graf Johann Reinhard I. von Hanau-Lichtenberg, Graf von Hanau-Lichtenberg († 1625)
- 28. März: Ranuccio I. Farnese, Herzog von Parma und Piacenza († 1622)
- 11. April: Georg Carolides, tschechischer Humanist und Dichter († 1612)
- 11. April: Eusebius Schenck, böhmischer Mediziner († 1628)
- 31. Mai: Sophia von Schleswig-Holstein-Gottorf, de facto Regentin des Herzogtums Mecklenburg-Schwerin († 1634)
- 30. Juni: Hedwig, Prinzessin von Hessen-Kassel und Gräfin von Schaumburg († 1644)
- 07. Juli: Giovanni Francesco Anerio, italienischer Kapellmeister und Komponist († 1630)
- 30. Juli: Karl I. von Liechtenstein, mährischer Adeliger, Vizekönig von Böhmen auf Seiten der katholischen Partei zu Beginn des Dreißigjährigen Krieges († 1627)
- 31. August: Jahangir, Herrscher des Mogulreiches († 1627)
- 05. September: Georg Friedrich von Hohenlohe-Neuenstein-Weikersheim, Offizier und Gelegenheitsdichter († 1645)
- 09. September: Joachim Andreas von Schlick, Führer der protestantischen Stände in Böhmen und des Aufstands gegen die Habsburger Herrschaft († 1621)
- 22. September: Johann Jakob Ulrich, Schweizer evangelischer Geistlicher und Hochschullehrer († 1638)
- 24. September: Ernst, Graf von Schaumburg und Holstein-Pinneberg († 1622)
- 14. Oktober: Giambattista Marino, italienischer Dichter († 1625)
- 19. Oktober: Daniel Engelhardt, deutscher Theologe († 1635)
- 04. November: Guillén de Castro, spanischer Dramatiker († 1631)
- 05. November: Nils Turesson Bielke, schwedischer Staatsmann († 1639)
- 25. November: Friedrich Kettler, Herzog von Kurland († 1642)
- 25. Dezember: Andreas Siegel, deutscher frühkapitalistischer Unternehmer († 1637)

### Genaues Geburtsdatum unbekannt
- Asaf Khan, indischer Politiker († 1641)
- Tobias Hume, englischer Komponist, Gambist und Soldat († 1645)
- Kinoshita Chōshōshi, japanischer Dichter († 1649)

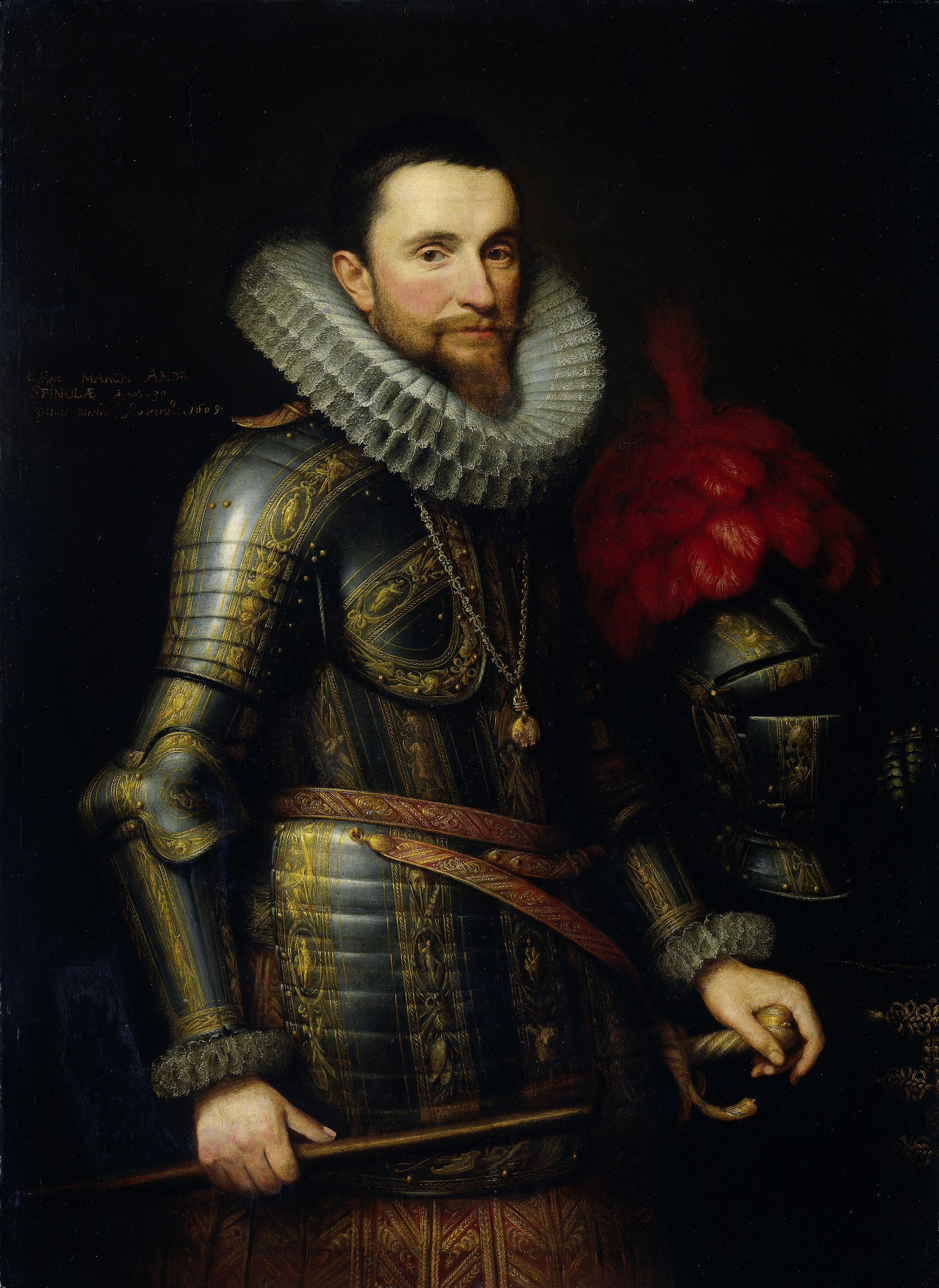
Ambrosio Spinola

- Ambrosio Spinola, spanischer Heerführer im Dreißigjährigen Krieg († 1630)

## Gestorben

### Todesdatum gesichert
- 13. Januar: Christoph III. von Pappenheim, deutscher Militär (* 1538)
- 15. Januar: Catherine Carey, englische Adelige (* um 1523)
- 000Januar: Maha Chakkraphat, König des siamesischen Königreiches von Ayutthaya (heute Thailand) (* 1506)
- 13. März: Louis I. de Bourbon, Fürst von Condé,  französischer Feldherr (* 1530)
- 17. März: Karl Christoph, Herzog von Münsterberg (* 1545)
- 16. Mai: Dirk Willems, niederländischer Täufer und anabaptistischer Märtyrer
- 17. Mai: Georg von Pfalz-Simmern, Pfalzgraf und Herzog von Simmern (* 1518)
- 22. Mai: Georg Aemilius, deutscher Theologe, Pädagoge, Botaniker und Reformator (* 1517)
- 27. Mai: François de Coligny-d’Andelot, Generaloberst der französischen Infanterie (* 1521)
- 06. Juni: Jost Hoen, deutscher Magister, Pädagoge und Staatsmann (* 1500)
- 11. Juni: Wolfgang, Pfalzgraf und Herzog von Pfalz-Zweibrücken sowie Herzog von Pfalz-Neuburg (* 1526)
- 20. Juni: Johann Lonitzer, deutscher Altphilologe, Humanist und evangelischer Theologe (* um 1498)
- 22. Juni: Melchior Acontius, deutscher Humanist und Lyriker (* 1515)
- 26. Juni: Viktorin Strigel, deutscher lutherischer Theologe (* 1514)
- 18. Juli: Anton Lauterbach, deutscher lutherischer Theologe und Reformator (* 1502)
- 05. September: Edmund Bonner, englischer Geistlicher und Bischof von London (* um 1500)
- 05. September: Pieter Bruegel der Ältere, Maler der niederländischen Renaissance (* 1525)
- 05. September: Bernardo Tasso, italienischer Dichter (* 1493)
- 03. Oktober: Philibert von Baden, Markgraf von Baden (* 1536)
- 20. Oktober: Abén Humeya, maurischer König in den andalusischen Alpujarras (* 1520)
- 11. November: Jean Babou, französischer Militär (* 1511)
- 11. November: Daniel Rantzau, königlich-dänischer Feldhauptmann (* 1529)
- 19. November: Sébastien de Luxembourg-Martigues, französischer Adliger und Militär (* um 1530)
- 24. November: Celio Secondo Curione, italienischer Gelehrter und Reformator (* 1503)

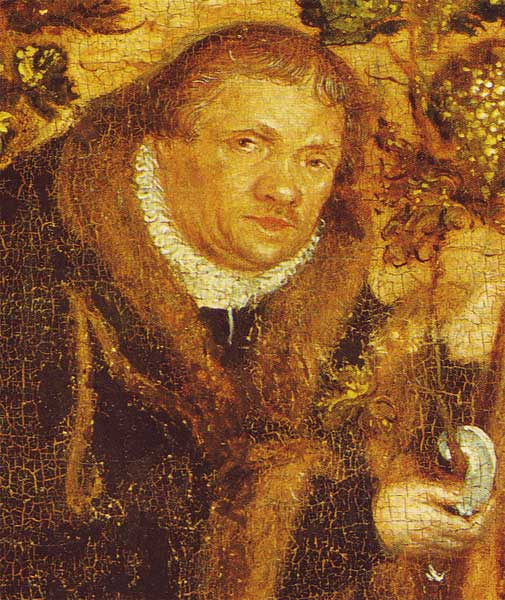
Paul Eber

- 10. Dezember: Paul Eber, deutscher evangelischer Theologe, Kirchenliederdichter und Reformator (* 1511)

### Genaues Todesdatum unbekannt
- Peter Allet, Schweizer Landeshauptmann (* um 1510)
- Ludovica Torelli von Guastalla, italienische Adelige, Gründerin religiöser Frauenvereinigungen (* 1499)